# Colom de coll violaci
El colom de coll violaci (Patagioenas squamosa) és una espècie d'ocell de la família dels colúmbids (Columbidae) que habita els boscos de les Grans i Petites Antilles i les illes properes a Veneçuela.